# Clarence Thomas
Clarence Thomas (født 23. juni 1948 i Pin Point, Chatham County, Georgia) er en amerikansk advokat og medlem af USAs Højesteret. Han er den anden afroamerikaner, der sidder som medlem af højesteret. Han blev dommer ved højesteret den 23. oktober 1991 efter at være blevet nomineret af præsident George H. W. Bush.

## Baggrund
Clarence Thomas blev født i 1948 i Pin Point, Georgia , et lille, overvejende sort samfund nær Savannah grundlagt af frigivne slaver efter den amerikanske borgerkrig. Han var den anden af tre børn født af MC Thomas, en gårdarbejder, og Leola Williams, en husarbejder.

## Kontroverser
I 2023 bragte nyhedsmediet ProPublica en række afsløringer, der viste, at Clarence Thomas havde modtaget store gaver og fordele fra indflydelsesrige personer, herunder luksusrejser. Afsløringerne har afløst kritik og en række personer har i offentligheden opfordret til at Clarence Thomas trak sig fra sit embede.